# Ufficio dei trasporti della città di Nagoya
L'Ufficio dei trasporti della città di Nagoya (名古屋市交通局?, Nagoya-shi Kōtsūkyoku), spesso abbreviato in Meishiko (名市交?) è un ente pubblico locale che gestisce attività di trasporto pubblico nella città di Nagoya, nella prefettura di Aichi e nelle aree circostanti.

## Storia
Il 1° agosto 1922 l'Ufficio per l'elettricità della città di Nagoya acquisisce la linea cittadina dalla ferrovia elettrica di Nagoya e inizia il servizio di tram di Nagoya. Il 1° febbraio 1930 inizia il servizio di autobus municipale. Il 2 ottobre 1945 l'Ufficio per l'elettricità della città di Nagoya viene riorganizzato come Ufficio dei trasporti della città di Nagoya. Il 15 novembre 1957 apre la linea 1 della metropolitana (attualmente linea Higashiyama) e il 15 ottobre 1965 viene aperta la linea 2 della metropolitana (attualmente parte delle linee Meijō e Meikō). Il 18 gennaio 1977 viene aperta la linea Tsurumai e il 29 luglio 1979 la linea metropolitana Tsurumai inizia il servizio diretto con la nuova linea Meitetsu Toyota. Il 10 settembre 1989 viene aperta la linea Sakura-dōri. Il 12 agosto 1993 la linea metropolitana Tsurumai inizia il collegamento diretto con la linea Meitetsu Inuyama. Il 27 marzo viene aperta la linea della metropolitana Kamiiida ed inizia il servizio diretto reciproco con la linea Meitetsu Komaki. Il 6 ottobre 2004 viene aperta l'intera linea 4 della metropolitana. Inizia il primo percorso circolare metropolitano del Giappone, l'anello tra la stazione di Ozone e la stazione di Kanayama viene ribattezzato linea Meijō.

## Trasporti
Attualmente operativo
- Metropolitana di Nagoya
- Autobus municipale di Nagoya

Interrotto
- Tram della città di Nagoya
- Filobus comunale di Nagoya
- Monorotaia del parco Higashiyama